# Al-Islah
La Congregazione Yemenita per la Riforma (in arabo ﺍلتجمع اليمني للإصلاح, al-Tajammuʿ al-Yamanī li-l-Iṣlāḥ), meglio nota semplicemente come Al-Islah, è un partito politico yemenita, fondato nel 1990 da membri yemeniti dei Fratelli Musulmani.
È il maggior partito di opposizione, avendo 46 seggi all'Assemblea dei Rappresentanti, frutto del 22,6% ottenuto alle elezioni del 2003. Dei suoi parlamentari, 13 sono donne, inclusa l'attivista Tawakkul Karman, esponente più nota del partito, vincitrice del Premio Nobel per la pace nel 2011.
Il partito soffre di divisioni interne tra la corrente islamista (Mohammed Qahtan), alcuni elementi tribali (la famiglia al-Ahmar), e il movimento salafita di Abdul Majeed al-Zindani.
Al-Islah fa parte, dal 2002, dei Joint Meeting Parties, coalizione formata insieme ad altri partiti di opposizione (il Partito Socialista Yemenita e altri tre minori) per chiedere riforme, meno corruzione, e un governo più democratico.
Ha partecipato alle proteste del 2011-2012 contro il presidente 'Ali 'Abd Allah Saleh e il suo partito Congresso Generale del Popolo.
Alle elezioni presidenziali del 2012 ha sostenuto, insieme a tutti i Joint Meeting Parties e al Congresso Generale del Popolo, la candidatura congiunta di Abd Rabbuh Mansur Al-Hadi, unico candidato e quindi eletto presidente.